# 遠い初恋
『遠い初恋』（とおいはつこい、原題：Karen Carpenter）は、カレン・カーペンターのソロ・アルバム。レコーディングが終了した1980年当時は発売が見送られ、カレンの死から13年半を経た1996年に発表された。

## 解説
リチャード・カーペンターの健康問題により、カーペンターズが活動を停止すると、カレンはソロ・アルバムの制作を決意する。入院中のリチャードは、その案に賛成でなかったというが、カレンはフィル・ラモーンのプロデュースの下でアルバムを制作。ビリー・ジョエルのレギュラー・バンドのメンバー、マイケル・ジャクソン『オフ・ザ・ウォール』のレコーディング・セッションを終えた後のスタジオ・ミュージシャン、フュージョン系のプレイヤーがレコーディングに参加し、シカゴのピーター・セテラとのデュエットによる「メイキング・ラヴ・イン・ジ・アフタヌーン」も録音された。
レコーディングは予定よりも長引き、1980年初頭にアルバムが完成するが、A&Mレコードはリリースに難色を示し、兄リチャードからも良い反応は得られなかった。リチャードは、本作のオリジナル英文ライナーノーツで「A&Mの人々も自分も、控え目に言っても曖昧な反応しかしなかった」とコメントしている。そして、カレン自身の決断により、本作の発売は見送られた。カレンは、自分の都合でカーペンターズとしての仕事を遅らせるべきではないという趣旨の発言をしている一方、フィル・ラモーンの家族旅行に同伴した際には、アルバムのどこが良くなかったのか悩んでいたという。1983年にカレンが死去してから、本作収録曲の一部は、別ヴァージョンまたはリミックス・ヴァージョンが発表されることとなった（後述）。
1995年、日本でカーペンターズの人気が再燃すると、A&Mも本作のリリースに向けて動き始め、1996年9月には日本で、翌月には本国アメリカでもリリースされた。その際、アウトテイクとなっていた「ラスト・ワン・シンギン・ザ・ブルース」が、ボーナス・トラックとして追加収録され、ライナーノーツにはリチャード・カーペンターとフィル・ラモーンのコメントが掲載された。Billboard 200にはチャート・インを果たせなかったが、日本ではオリコン・アルバムチャートで19位に達した。タイトル曲の「遠い初恋」は1983年の101位が最高位と振るわなかったが、1979年のボビー・ヴィントン版では全米78位を記録した。しかしながら"Make believe it's your first time"の詩の内容がImaginativeであるとされ、一部の放送局で放送禁止となり、大ヒットを逸している。

## 収録曲
1. ラヴラインズ - "Lovelines" (Rod Temperton) - 5:06
2. ビコーズ・オブ・ユー - "All Because of You" (Russell Javors) - 3:31
3. イフ・アイ・ハド・ユー - "If I Had You" (Stephen Dorff, Gary Harju, Larry Herbstritt) - 3:54
4. メイキング・ラヴ・イン・ジ・アフタヌーン - "Making Love in the Afternoon" (Peter Cetera) - 3:57
5. イフ・ウィ・トライ - "If We Try" (R. Temperton) - 3:47
6. 愛の想い出 - "Remember When Lovin' Took All Night" (John Farrar, Molly Ann Leiken) - 3:50
7. スティル・イン・ラヴ・ウィズ・ユー - "Still in Love With You" (R. Javors) - 3:15
8. マイ・ボディー・キープス・チェンジング・マイ・マインド - "My Body Keeps Changing My Mind" (Leslie Pearl) - 3:46
9. 遠い初恋 - "Make Believe It's Your First Time" (Bob Morrison, Johnny Wilson) - 3:12
10. ゲス・アイ・ジャスト・ロスト・マイ・ヘッド - "Guess I Just Lost My Head" (Rob Mounsey) - 3:36
11. 時の流れに - "Still Crazy After All These Years" (Paul Simon) - 4:17
12. ラスト・ワン・シンギン・ザ・ブルース - "Last One Singin' the Blues" (Peter McCann) - 3:24

補足
- 9. - 『ヴォイス・オブ・ザ・ハート』（1983年）でアレンジの異なる別ヴァージョンが先行発表された
- 1. 3. 5. 6. - 『愛の軌跡〜ラヴラインズ』（1989年）でリチャード・カーペンターによるリミックス・ヴァージョンが先行発表された
- 8. 11. - ボックス・セット『ボックス〜フロム・ザ・トップ』（1991年）でリチャード・カーペンターによるリミックス・ヴァージョンが先行発表された

## 参加ミュージシャン
- カレン・カーペンター - ボーカル
- デヴィッド・ブラウン - ギター
- ラッセル・ジェイヴァース - ギター
- エリック・ジョーンズ＝ラスムッセン - ギター
- デヴィッド・ウィリアムス - ギター
- ボブ・ジェームス - キーボード、編曲
- グレッグ・フィリンゲインズ - キーボード
- ロブ・マウンジー - キーボード
- リチャード・ティー - キーボード
- ダグ・ステッグマイヤー - ベース
- ルイス・ジョンソン - ベース
- リバティ・デヴィート - ドラムス
- ジョン・ロビンソン - ドラムス
- スティーヴ・ガッド - ドラムス
- ラルフ・マクドナルド - パーカッション
- アイアート・モレイラ - パーカッション
- マイケル・ブレッカー - サックス・ソロ(on 3.)
- ティミー・カペロ - サックス・ソロ(on 4.)
- ピーター・セテラ – ボーカル、編曲(on 4.)